# Flavia Company

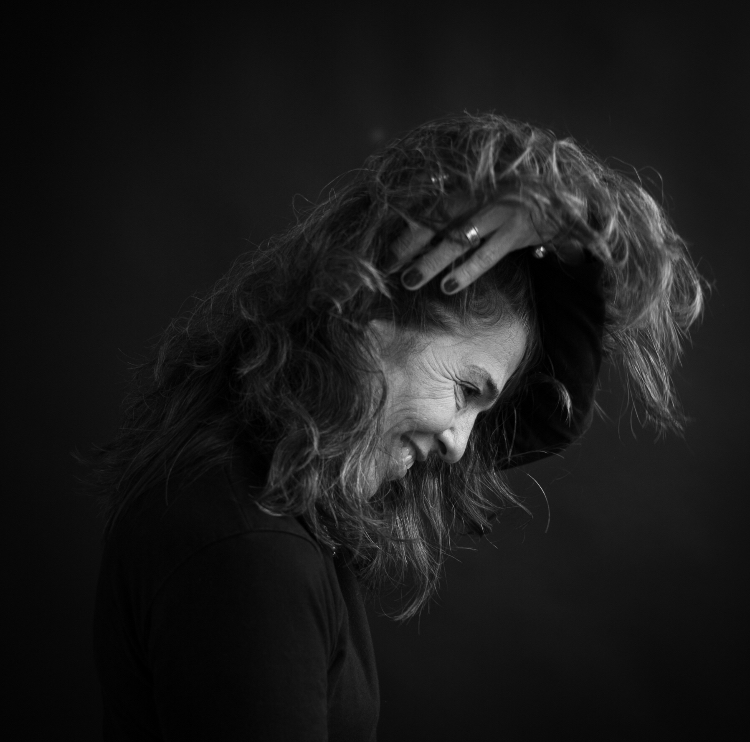
Flavia Company

Flavia Company (* 1963 in Buenos Aires) ist eine spanischsprachige Autorin, Übersetzerin und Literaturkritikerin, die auch auf Katalanisch veröffentlicht. Sie unterrichtete an verschiedenen Schreibwerkstätten, publiziert Essays, Kurzgeschichten, Gedichte und Romane.

## Leben
Flavia Company Navau wurde 1963 in Buenos Aires in Argentinien geboren. Mit ihren aus Katalonien stammenden Eltern zog sie nach Spanien und besitzt seit 1973 die spanische Nationalität.
An der Universidad de Barcelona studierte sie spanische Philologie und am Conservatorio Superior de Música del Liceu Klavier. Sie forschte über Maria als Schutzpatronin der Fischer und spielte Klarinette in einer Kapelle der Amposta La Lira Ampostina.
1990 zog sie nach Sant Carles de la Ràpita, einer Kleinstadt von 10.000 Einwohnern im Süden Kataloniens, rund 200 km von Barcelona entfernt. Dort veröffentlichte sie ein Buch mit Prosa und Gedichten auf Katalanisch, Retrat de la Ràpita (Retrato de La Ràpita), das ihrem Heimatort gewidmet war und von der Malerin Rosa Querol illustriert wurde.
Seit 1995 wohnt sie sowohl in Sant Carles de la Ràpita als auch in Barcelona. Von 1992 bis 1993 bot sie an jedem Freitag des Schuljahres einen literarischen Workshop für Kinder von sechs bis vierzehn Jahren sowie für Erwachsene an. 1998 leitete sie darüber hinaus literarische Workshops für Erwachsene in Barcelona. In Sant Carles de la Ràpita arbeitete sie als Literaturkritikerin für La Vanguardia, später für Diario 16, El Periódico de Catalunya und Avui-aún.
1999 veröffentlichte sie die Novelle Dame Placer, die ins Portugiesische, Französische und Holländische übersetzt wurde, und wurde seitdem auch als Prosaautorin europaweit zur Kenntnis genommen. Als Übersetzerin hat sie u. a. die Werke folgender Kollegen ins Spanische übertragen: Fleur Jaeggy, Luigi Malerba, Josef Paul Hodin und Italo Svevo. Sie ist außerdem Leiterin eines Kulturprogramms im katalanischen Fernsehen. Zuvor war sie auch als Regisseurin, Drehbuchautorin und Moderatorin für Barcelona Televisió und andere Fernsehsender tätig. Ihr Roman Die Insel der letzten Wahrheit wurde 2011 von der deutschsprachigen Kritik wohlwollend aufgenommen.

## Werk
- Querida Nélida. Barcelona, Montesinos Editor, S.A. 1987. (Roman)
- Fuga y contrapuntos. Barcelona, Montesinos Editor, S.A. 1989. (Roman)
- Círculos en acíbar. Barcelona, Montesinos Editor, S.A. 1992. (Roman)
- Viatges subterranis. Tarragona, El Mèdol, Edicions 1993. (Erzählungen)
- "Enid Blyton" : un fenómeno sociológico. Cuadernos de Literatura Infantil y Juvenil CLIJ may 1993, nº 50, S. 48–54.
- La sombra paterna. Cuadernos de Literatura Infantil y Juvenil CLIJ ene 1994, nº 57, S. 44–48.
- Los talleres de la imaginación. Cuadernos de Literatura Infantil y Juvenil CLIJ sep 1994, nº 64, S. 32–36.
- Llum de gel. Tarragona, El Mèdol, Edicions 1996. (Roman)
- Retrat de la Ràpita. Tarragona, Ayuntamiento de Sant Carles de la Ràpita 1996. Prosa poética.
- Saurios en el asfalto. Barcelona, Muchnik Editores, S.A. 1997. (Roman)
- Viajes subterráneos. Vitoria, Bassarai Ediciones 1997. (Erzählungen)
- Luz de hielo. Vitoria, Bassarai Ediciones 1998. (Roman)
- Ni tu, ni jo, ni ningú. Barcelona, Península. Edicions 62 1998. (Roman)
- Dame Placer. Barcelona, Emecé Editores España, S.A. 1999. (Roman)
- Carta al padre. Cuento. En: Hijas y padres. Barcelona, Martínez Roca 1999, S. 31–39. (Erzählungen)
- Melalcor. Barcelona, Edicions 62 S.A. 2000. (Roman)
- El llibre màgic. Barcelona, Cruïlla 2001. (Roman)
- Trastornos literarios. Barcelona, Plaza y Janés 2002.
- Género de punto. Barcelona, El Aleph 2002. (Erzählungen)
- L'illa animal. Barcelona, Cruïlla 2002. (Roman)
- El missatge secret. Barcelona, Cruïlla 2004. (Roman)
- Negoci rodó. Barcelona, Columna Edicions 2005. (Roman)
- La Mitad Sombria. S.L. DVD EDICIONES, Barcelona 2006.
- L' espai desconegut. Cruilla, Barcelona 2006.
- Con la soga al cuello.  Páginas de Espuma, Madrid 2009
- La isla de la ultima verdad. Lumen, Barcelona 2011.

in deutscher Übersetzung
- Die Insel der letzten Wahrheit. (L'illa de l'última veritat.) Aus dem Katalanischen von Kirsten Brandt, Bloomsbury, London/Berlin 2011, ISBN 978-3-8270-0988-3